# Romans d'Isonzo
Romans d'Isonzo es una localidad y comune italiana de la provincia de Gorizia, región de Friuli-Venecia Julia, con 3.743 habitantes.

## Evolución demográfica
| Gráfica de evolución demográfica de Romans d'Isonzo entre 1861 y 2001 |
|                                                                       |
| Fuente ISTAT - elaboración gráfica de Wikipedia                       |